# Famille de Muyser Lantwyck
Pour les articles homonymes, voir Muyser et Lantwyck.
Ne doit pas être confondue avec la famille de Muyser, également originaire du duché de Brabant, installée au grand-duché de Luxembourg.
La famille Demuyser devenue, dès 1990, de Muyser Lantwyck est une famille dont l'ancienneté prouvée remonte au début du XVe siècle et est issue de Jean Moyser, échevin de Vaelbeek (duché de Brabant), homme de fief à Héverlé en 1451, censier du prieuré de Groenendael, métayer tenant à cens les terres et le manoir de Cockelberg par bail du 19 juin 1438, époux d'Aleyde Crabbé.

## Crayon généalogique
Le fils de Jean Ier, Gilles de Muyser, achète en 1472 le manoir d'Hoff ten Rode à Bierbeek. Son petit-fils, Jean II de Muyser, fils de Godefroid et frère de Pierre, est cité en 1494 et en 1509 dans le livre des fiefs d'Héverlé comme feudataire, de Philippe de Croÿ, seigneur d'Héverlé.

### La famille van Lantwijck
Il avait épousé avant 1500 Ida van Lantwyck, fille de Wautier. D'après ce même livre de fiefs, Jean de Muyser était déjà décédé le 20 juillet 1531.
Sa descendance s'est perpétuée à Vaalbeek, seigneurie à laquelle la famille de Muyser donna deux échevins et un bourguemestre. Ces charges locales lui furent sans doute confiées en souvenir  de la seigneurie perdue par la belle-famille de Jean de Muyser. En effet, une charte de Philippe le Bon, datée de 1452 et conservée dans les archives d'Arenberg à la bibliothèque de l'université de Louvain, nous apprend que Wautier van Lantwyck (père d'Ida) renonce définitivement en 1452, avec ses frères et sœur à la seigneurie de Vaalbeek dont leur père Jean van Lantwyck avait joui sa vie durant et ce jusqu'en 1429. Cette seigneurie leur venait du chef de leur grand-père, le chevalier Jean van Lantwyck, qui l'avait échangée contre celle de Blanden. Nous savions que le chevalier  de Lantwyck, seigneur de Blanden, avait vendu la cense de Blanden « au regard du moitié de la seigneurie » en 1388 à l'abbaye de Parc, mais nous ignorions jusqu'ici[pas clair] ce qu'il était advenu de l'autre moitié.
Quoi qu'il en soit, les Lantwyck furent déboutés et la seigneurie de Vaalbeek revint à l'actif temporel du prieuré de Groenendael qui la conserva jusqu'au XVIIIe siècle, au grand dépit des Croÿ et plus tard des Arenberg qui ont toujours souhaité l'acquérir.
Ce n'était pas la première alliance entre les familles de Muyser et van Lantwyck. En effet, Pierre van Lantwyck, oncle d'Ida, décédé avant 1469, avait épousé Elisabeth de Muyser, et un autre Pierre van Lantwyck, frère d'Ida, cité à Blanden en 1496, était l'époux d'une autre Elisabeth de Muyser, fille de feu Henri et de Jeanne van den Dale.
Ayant perdu toutes leurs seigneuries au fil du temps, les Lantwyck n'en restaient pas moins les descendants de ce chevalier Jean de Rode de Lantwyck, seigneur de Horst, de Lantwyck sous Haelen, de Vorselaer, de Réthy et d'autres terres, auquel le duc Jean Ier de Brabant avait donné sa fille naturelle, Marguerite de Tervueren, en légitime mariage en 1292. Que les deux familles aient contracté en ces temps difficiles des alliances répétées doit s'expliquer par une communauté d'intérêts sur les plans social et économique.

## Personnalités

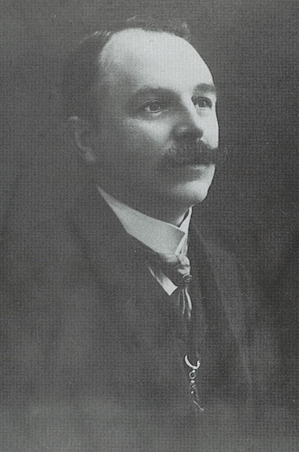
Albert-Walter Demuyser (1870-1917), facteur des postes (1895).

Entre les XVe et XVIIIe siècles, la famille de Muyser donna deux échevins et un bourgmestre à Vaalbeek ainsi qu'un échevin à Neervelp :
- Jean II de Muyser, échevin de Vaalbeek ;
- Jean III de Muyser, échevin de Vaalbeek ;
- Jean IV de Muyser, bourgmestre de Vaalbeek vers 1636, collecteur  d'ordonnance en 1639, échevin en 1642 et 1644 et dorpmeester en 1649 ;
- Pierre de Muyser, échevin de Neervelp, de 1753 à 1762.

Du XIXe au XXe siècle :
- Albert-Walther Demuyser[19] (1870-1917), facteur des postes (1895), maître de poste[20], fils de Jean Baptiste Demuyser, conducteur d'omnibus (1868), contrôleur de voiture (1895), et de Marie Louise De Clercq, servante[21] (1868).

Du XXe au XXIe siècle :
- Albert Demuyser (1920-2003), artiste peintre et propriétaire de chevaux de courses[18],[22].

## Armes
| Armoiries de la famille de Muyser Lantwyck | Armoiries de la famille de Muyser Lantwyck |
| ------------------------------------------ | --- |
|                                            | Blasonnement : parti : à dextre, de sable à un chat d'argent assis, la tête posée de face, la patte avant dextre posée sur une souris de gueules; à senestre, d'argent à une fleur de lis de sable, au chef d'or à trois pals de gueules (qui est Berthout); à la bordure componée de seize pièces de gueules et d'argent, les compons de gueules chargés d'une épée d'argent et garnie d'or posée en barre, la pointe en bas, les compons d'argent chargés d'un lion issant de gueules, armé et lampassé d'azur. Ornements extérieurs : L’écu surmonté d’un heaume d’argent, grillé, colleté et liseré d’or, doublé et attaché de gueules, aux bourrelet et lambrequins d’argent et de sable. Cimier : Le chat de l’écu. Devise : Suaviter sed fortiter d’argent, sur un listel de sable. |

## Ascendance dans les Lignages de Bruxelles
La famille de Muyser Lantwyck se rattache aux Lignages de Bruxelles, notamment aux lignages Sweerts, du chef de François Poot admis en ce Lignage le 13 juin 1753, Coudenbergh, du chef de Paulus van Volxem, échevin en 1452,  Sleeus et Steenweeghs, du chef de Jean Halfhuys, échevin en 1464, Serhuyghs, du chef de Ghysbrecht Pipenpoy, inscrit en ce Lignage en 1376, et Roodenbeke, du chef d'Arnold t'Kint, reconnu issu de ce Lignage le 22 août 1489.
« Existant déjà virtuellement avant 1235, cités comme tels en 1306 et institutionnalisés en 1375 par le duc Wenceslas de Luxembourg et son épouse la duchesse Jeanne de Brabant, les Lignages furent jusqu'en 1794 l'aristocratie politique (au sens étymologique) de Bruxelles. Se souvenant de la gloire passée de leurs familles, quelques descendants des Lignages se regroupèrent en section de la Société Royale de l'Ommegang de Bruxelles. Eprouvant le besoin d'un statut juridique propre, ils constituèrent le 27 février 1961 l'ASBL Association des descendants des lignages de Bruxelles.  »

## Lieux liés à la famille

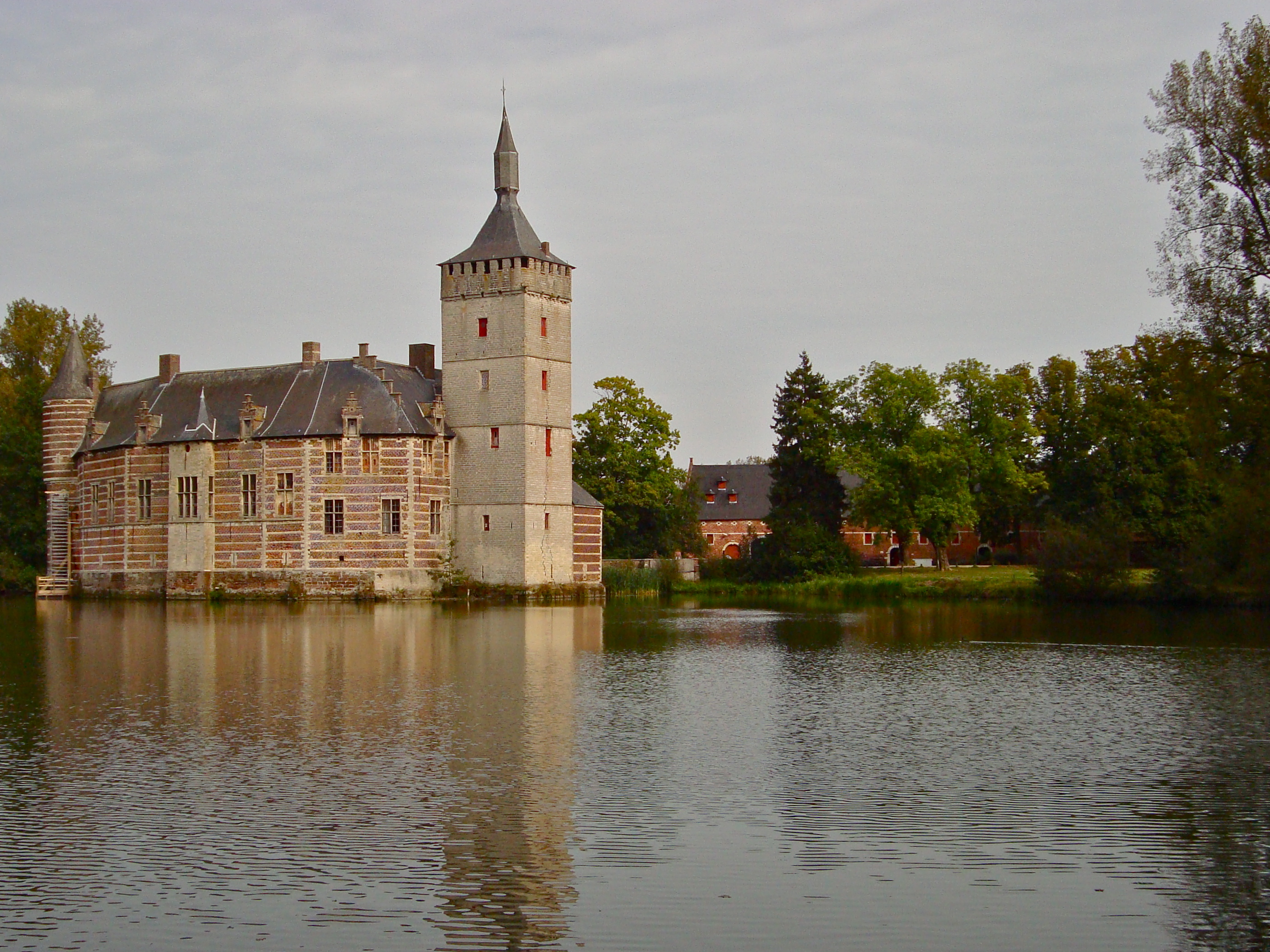
*Le château de Horst[28], dont l'histoire remonte au XIIIe siècle, témoin de l'origine des premiers seigneurs qui sont les Lantwyck, alliés aux Muyser à maintes reprises, ce qui leur a valu d'adjoindre leurs noms par Arrêté Royal du 14 déc. 1990.
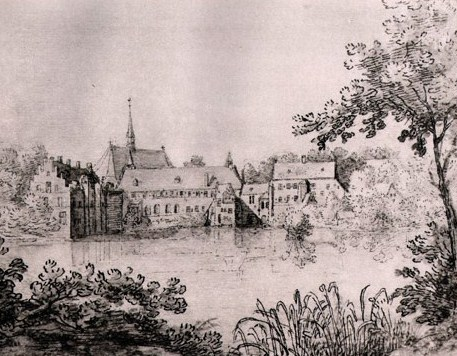
*Le prieuré de Groenendael, dont Jean Moyser est censier au XVe siècle, et, à gauche, l’édifice surmonté de pignons à redents, le pavillon de chasse de Ravenstein[29].
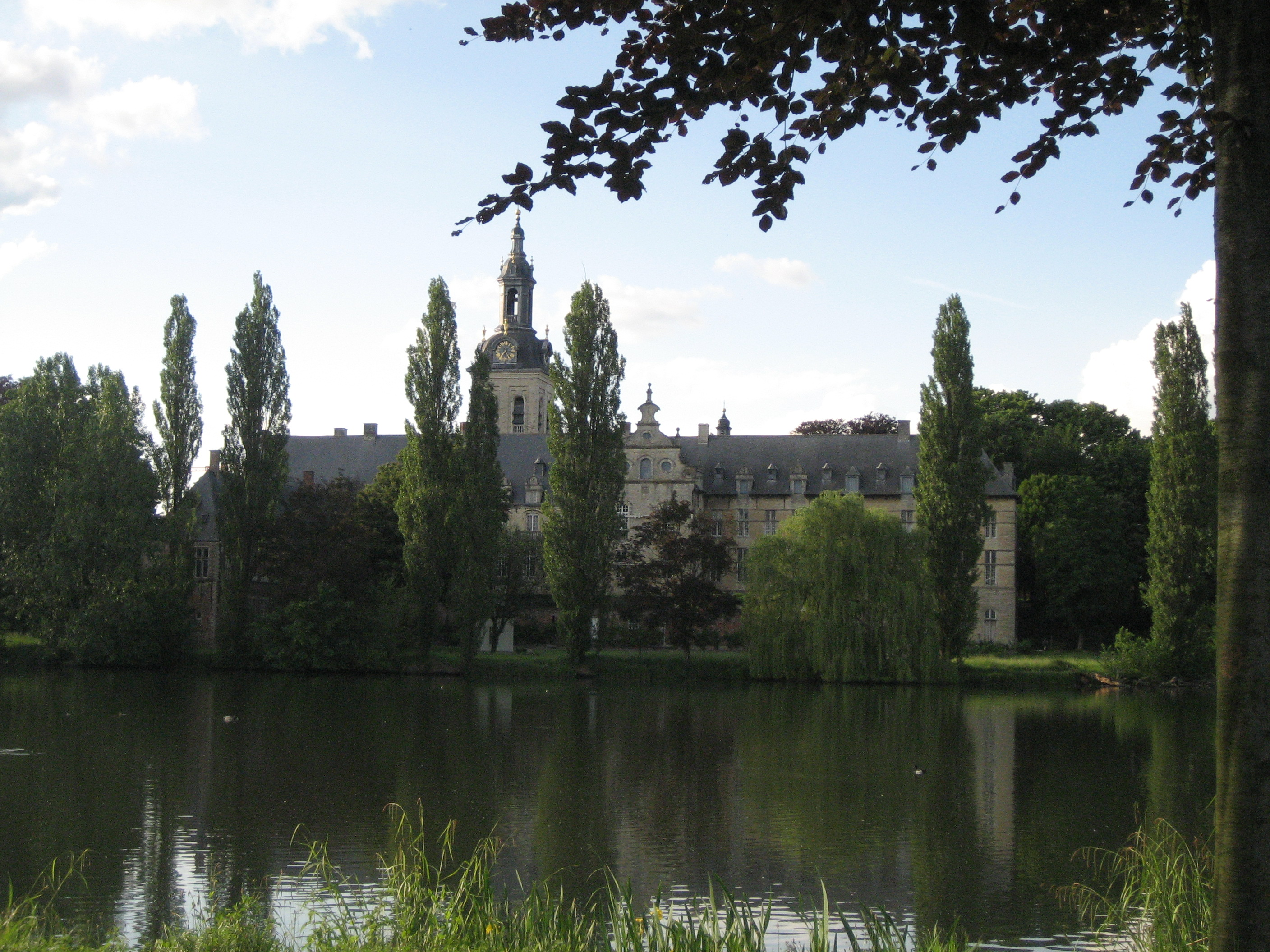
*L'abbaye de Parc à Heverlee, dont des liens de vassalité lient l'abbaye à la famille de Muyser de la première moitié du XVe à la deuxième moitié du XVIIIe siècle, comme en témoignent les archives de l'abbaye de 1463 à 1755[30].

## Familles alliées

de Lantwyck
Poot
van Waesberghe[33]
Van Steenkiste
Coart